# Fabio Ferrari (fisico)
Fabio Ferrari (Trieste, 18 gennaio 1926 – Trento, 27 luglio 2007) è stato un fisico italiano.
Dal 1978 al 1990 è stato rettore dell'Università degli studi di Trento.

## Biografia
Laureatosi in fisica teorica, Fabio Ferrari iniziò la sua carriera scientifica nel 1950 presso l'Università di Padova, ove nel 1956 ottenne la Libera Docenza in Fisica Teorica. Nel 1958 si trasferì negli USA a Berkeley (Lawrence Berkeley National Laboratory) dove collaborò con il premio Nobel Emilio Segrè. Nel 1963 rientrò in Italia presso l'Università di Bari, ove fu direttore del Dipartimento di Fisica dal 1968 al 1972, anno in cui, trasferendosi presso la Libera Università di Trento, contribuì a fondare la Facoltà di Scienze Matematiche, Fisiche e Naturali di cui divenne il primo preside dal 1972 al 1977. A Trento ebbe la Cattedra di Fisica Generale (1972-1984) e quella di Fisica delle Superfici (1984-2001)
I suoi studi accademici hanno riguardato dapprima i raggi cosmici e le particelle elementari, focalizzando soprattutto sullo studio dell'interazione delle particelle strane con i nucleoni. Successivamente la ricerca si è orientata alle possibili applicazioni delle macchine acceleratici, normalmente usate in fisica nucleare, ad alcuni settori della fisica della materia: in particolare applicandole allo studio delle modifiche chimico-fisiche delle superfici solide.
Nel 1976 fu tra i principali artefici della nascita dell'ITC-irst Istituto per la Ricerca Scientifica e Tecnologica di Trento.
Fu Direttore del Dipartimento di Fisica dell'Università di Bari dal 1968 al 1972 e Direttore della sezione di Bari dell'Istituto Nazionale di Fisica Nucleare (INFN) dal 1967 al 1970, nonché membro della Giunta Esecutiva dell'INFN dal 1971 al 1978. Nel 1978 divenne Rettore dell'Università degli studi di Trento. Ricoprì tale ruolo fino al 1990, gestendo la delicata trasformazione dell'Università da Libera a statale.
Durante il suo mandato favorì la nascita della Facoltà di Ingegneria, presso la quale promosse il primo corso di laurea italiano in Ingegneria dei Materiali (1984).
Sostenne in ateneo lo sport e la ricerca nell'area delle scienze sportive, dirigendo dal 1974 al 1994 il Centro Universitario Sportivo e fondando a Rovereto nel 1996 l'European Centre for University Sport che successivamente divenne Centro Interuniversitario di Bioingegneria e Scienze Motorie.
Dal 1996 al 1999 fu presidente dell'Istituto trentino di cultura (oggi Fondazione Bruno Kessler).

## Riconoscimenti accademici
- Nel 1960 ottenne il premio della Società italiana di fisica per i lavori sugli iperframmenti.
- Nel 1980 fu premiato con la Medaglia d'oro del Ministero dell'università e della ricerca scientifica e tecnologica.
- Nel 2001 l'allora ministro Letizia Moratti gli conferì il titolo di "professore emerito".
- A lui è intitolato il nuovo edificio dei Dipartimenti di area scientifica e ingegneria dell'Università di Trento (inaugurato nel 2010).